# 阿尔比市立剧院

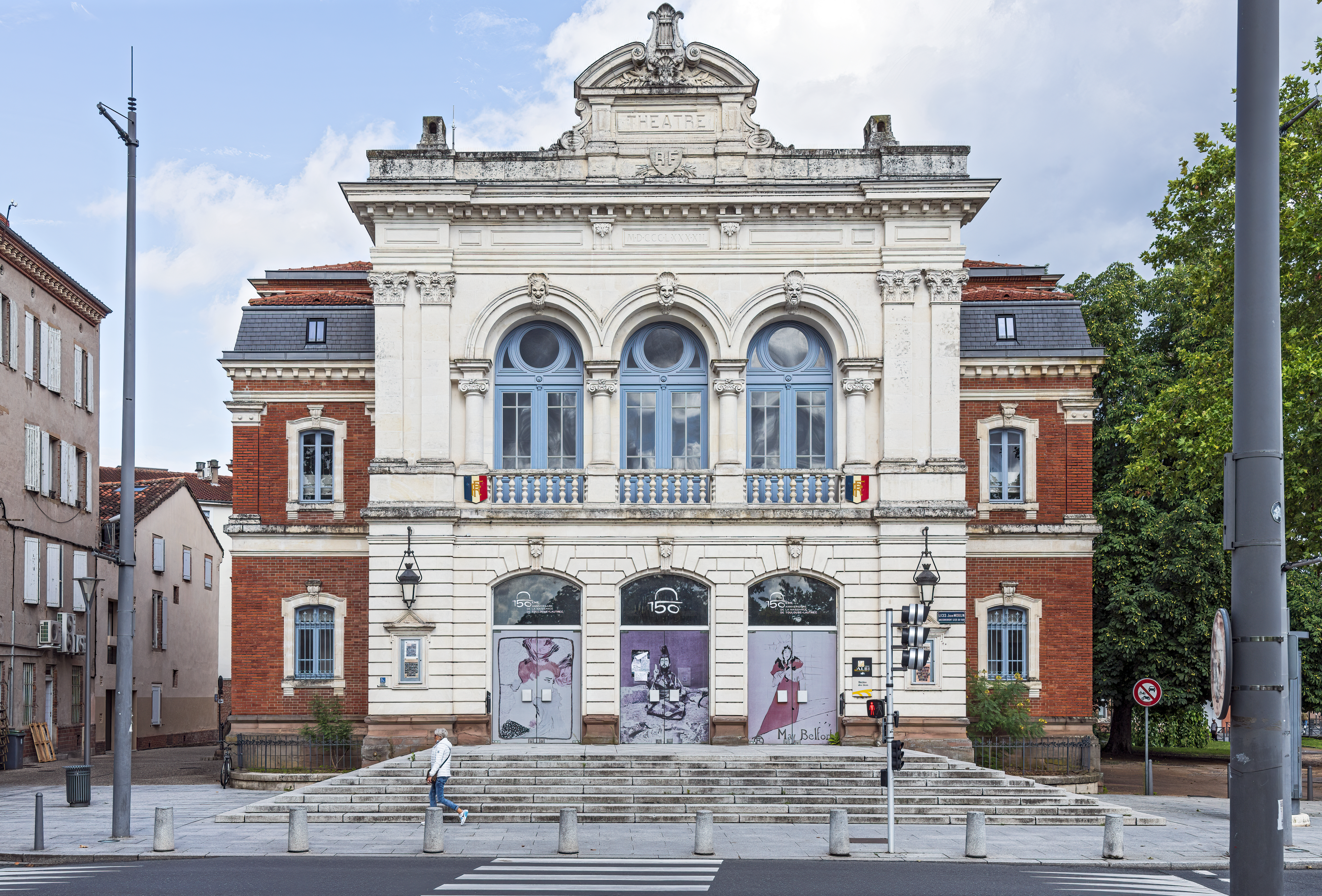

阿尔比市立剧院（Théâtre municipal d'Albi）是一个剧院，位于法国塔恩省阿尔比。
阿尔比市立剧院建于1885-1889年。1999年，阿尔比市立剧院被列为法国历史古迹。